# Премія «Золотий глобус» за найкращу чоловічу роль мінісеріалу або телефільму
Премія «Золотий глобус» за найкращу чоловічу роль у мінісеріалі або телефільмі вручається Голлівудською асоціацією іноземної преси щорічно з 1982 року. Першу премію в цій категорії на 39-тій церемонії отримав Міккі Руні за телефільм 1981 року «Білл». До цього існувала спільна категорія для телесеріалів «Премія «Золотий глобус» за найкращу чоловічу роль серіалу — драма».
Нижче наведено повний список переможців і номінантів.
Імена переможців виділені окремим кольором.

## 2000—2009
| Рік  | Премія | Світлини переможців                                                                    | Переможці та номінанти                                                   |
| ---- | ------ | -------------------------------------------------------------------------------------- | ------------------------------------------------------------------------ |
| 2000 | 57-ма  |                                                                                        | • Джек Леммон — «Успадкувати вітер» за роль Генрі Драммонда              |
| 2000 | 57-ма  | • Джек Леммон — «Вівторки з Моррі» за роль Моррі Шварца                                |                                                                          |
| 2000 | 57-ма  | • Лев Шрайбер — «Проєкт 281» за роль Орсона Веллса                                     |                                                                          |
| 2000 | 57-ма  | • Сем Шепард — «Деш та Лілі» за роль Дешилла Гемметта                                  |                                                                          |
| 2000 | 57-ма  | • Том Сайзмор — «Захист свідків» за роль Боббі Баттона                                 |                                                                          |
| 2001 | 58-ма  |                                                                                        | • Браян Деннегі — «Смерть комівояжера» за роль Віллі Ломена              |
| 2001 | 58-ма  | • Алек Болдвін — «Нюрнберг» за роль Роберта Джексона                                   |                                                                          |
| 2001 | 58-ма  | • Браян Деніс Кокс — «Нюрнберг» за роль Германа Герінга                                |                                                                          |
| 2001 | 58-ма  | • Енді Гарсія — «Кохання чи країна: Історія Артуро Сандоваля» за роль Артуро Сандоваля |                                                                          |
| 2001 | 58-ма  | • Джеймс Вудс — «Непристойні світлини» за роль Денніса Баррі                           |                                                                          |
| 2002 | 59-та  |                                                                                        | • Джеймс Франко — «Джеймс Дін» за роль Джеймса Діна                      |
| 2002 | 59-та  | • Кеннет Брана — «Змова» за роль Рейнгарда Гейдріха                                    |                                                                          |
| 2002 | 59-та  | • Бен Кінгслі — «Анна Франк: Повна історія» за роль Отто Франка                        |                                                                          |
| 2002 | 59-та  | • Деміен Льюїс — «Брати по зброї» за роль Річарда Вінтерса                             |                                                                          |
| 2002 | 59-та  | • Баррі Пеппер — «61» за роль Роджера Маріса                                           |                                                                          |
| 2003 | 60-та  |                                                                                        | • Альберт Фінні — «Зародження бурі» за роль Вінстона Черчилля            |
| 2003 | 60-та  | • Майкл Гембон — «Стежкою війни» за роль Ліндона Джонсона                              |                                                                          |
| 2003 | 60-та  | • Майкл Кітон — «Прямий ефір з Багдада» за роль Роберта В'їнера                        |                                                                          |
| 2003 | 60-та  | • Вільям Мейсі — «Комівояжер» за роль Білла Портера                                    |                                                                          |
| 2003 | 60-та  | • Лайнус Роач — «РФК» за роль Роберта Френсіса Кеннеді                                 |                                                                          |
| 2004 | 61-ша  |                                                                                        | • Аль Пачіно — «Ангели в Америці» за роль Роя Кона                       |
| 2004 | 61-ша  | • Антоніо Бандерас — «Панчо Вілло в ролі самого себе» за роль Панчо Вілло              |                                                                          |
| 2004 | 61-ша  | • Джеймс Бролін — «Рейгани» за роль Рональда Рейгана                                   |                                                                          |
| 2004 | 61-ша  | • Трой Гереті — «Солдатська дівчина» за роль Беррі Вінчелла                            |                                                                          |
| 2004 | 61-ша  | • Том Вілкінсон — «Нормальна» за роль Рут Епплвуд                                      |                                                                          |
| 2005 | 62-га  |                                                                                        | • Джеффрі Раш — «Життя і смерть Пітера Селлерса» за роль Пітера Селлерса |
| 2005 | 62-га  | • Мос Деф — «Те, що створив Господь» за роль Вів’єна Томаса                            |                                                                          |
| 2005 | 62-га  | • Джеймі Фокс — «Спокута: Історія Стенлі Тукі Уільямса» за роль Стенлі Вільямса        |                                                                          |
| 2005 | 62-га  | • Вільям Мейсі — «Вовняна шапка» за роль Джигета                                       |                                                                          |
| 2005 | 62-га  | • Патрік Стюарт — «Лев узимку» за роль короля Генріха II                               |                                                                          |
| 2006 | 63-тя  |                                                                                        | • Джонатан Ріс-Маєрс — «Елвіс» за роль Елвіса Преслі                     |
| 2006 | 63-тя  | • Кеннет Брана — «Ворм-Спрінгс» за роль Франкліна Делано Рузвельта                     |                                                                          |
| 2006 | 63-тя  | • Ед Гарріс — «Емпайр Фоллс» за роль Маїлза Робі                                       |                                                                          |
| 2006 | 63-тя  | • Білл Наї — «Дівчина в кав'ярні» за роль Лоренса                                      |                                                                          |
| 2006 | 63-тя  | • Дональд Сазерленд — «Торгівля людьми» за роль Білла Мігана                           |                                                                          |
| 2007 | 64-та  |                                                                                        | • Білл Наї — «Донька Гідеона» за роль Гідеона Ворнера                    |
| 2007 | 64-та  | • Андре Брауер — «Злодій» за роль Ніка Етволера                                        |                                                                          |
| 2007 | 64-та  | • Роберт Дюваль — «Прерваний шлях» за роль Прентіса Ріттера                            |                                                                          |
| 2007 | 64-та  | • Майкл Ілі — «Таємний агент» за роль Дарвіна Аль-Саїда                                |                                                                          |
| 2007 | 64-та  | • Чиветел Еджіофор — «Цунамі: Наслідки» за роль Іана Картера                           |                                                                          |
| 2007 | 64-та  | • Бен Кінгслі — «Місіс Гарріс» за роль Германа Тарновера                               |                                                                          |
| 2007 | 64-та  | • Меттью Перрі — «Історія Рона Кларка» за роль Рона Кларка                             |                                                                          |
| 2008 | 65-та  |                                                                                        | • Джим Бродбент — «Лонгфорд» за роль лорда Лонгфорда                     |
| 2008 | 65-та  | • Адам Біч — «Поховайте моє серце у Вундед Ні» за роль Чарлза Істмена                  |                                                                          |
| 2008 | 65-та  | • Ернест Боргнайн — «Дідусь на Різдво» за роль Берта О'Райлі                           |                                                                          |
| 2008 | 65-та  | • Джейсон Айзекс — «В межах держави» за роль Марка Брайдона                            |                                                                          |
| 2008 | 65-та  | • Джеймс Несбіт — «Джекілл» за роль Тома Джекмена / містера Гайда                      |                                                                          |
| 2009 | 66-та  |                                                                                        | • Пол Джаматті — «Джон Адамс» за роль Джона Адамса                       |
| 2009 | 66-та  | • Рейф Файнз — «Бернард і Доріс» за роль Бернарда Лафферті                             |                                                                          |
| 2009 | 66-та  | • Кевін Спейсі — «Перерахунок» за роль Рона Клейна                                     |                                                                          |
| 2009 | 66-та  | • Кіфер Сазерленд — «24: Спокута» за роль Джека Бауера                                 |                                                                          |
| 2009 | 66-та  | • Том Вілкінсон — «Перерахунок» за роль Джеймса Бейкера                                |                                                                          |

## 2010—2019
| Рік  | Премія | Світлини переможців                                                       | Переможці та номінанти                                                   |
| ---- | ------ | ------------------------------------------------------------------------- | ------------------------------------------------------------------------ |
| 2010 | 67-ма  |                                                                           | • Кевін Бейкон — «Забираючи Ченса» за роль Майкла Стробла                |
| 2010 | 67-ма  | • Кеннет Брана — «Волландер» за роль Курта Волландера                     |                                                                          |
| 2010 | 67-ма  | • Чиветел Еджіофор — «Завершення» за роль Табо Мбекі                      |                                                                          |
| 2010 | 67-ма  | • Брендан Глісон — «Занурюючись в бурю» за роль Вінстона Черчилля         |                                                                          |
| 2010 | 67-ма  | • Джеремі Айронс — «Джорджія О'Кіфф» за роль Альфреда Штігліца            |                                                                          |
| 2011 | 68-ма  |                                                                           | • Аль Пачіно — «Ви не знаєте Джека» за роль Джека Кеворкяна              |
| 2011 | 68-ма  | • Ідріс Ельба — «Лютер» за роль Джона Лютера                              |                                                                          |
| 2011 | 68-ма  | • Іян Макшейн — «Стовпи Землі» за роль Волерана Бігода                    |                                                                          |
| 2011 | 68-ма  | • Денніс Квейд — «Особливі стосунки» за роль Білла Клінтона               |                                                                          |
| 2011 | 68-ма  | • Едгар Рамірес — «Карлос» за роль Іліча Раміреса Санчеса (Карлоса)       |                                                                          |
| 2012 | 69-та  |                                                                           | • Ідріс Ельба — «Лютер» за роль Джона Лютера                             |
| 2012 | 69-та  | • Г'ю Бонневіль — «Абатство Даунтон» за роль Роберта Кроулі               |                                                                          |
| 2012 | 69-та  | • Вільям Герт — «Занадто важливе щоб схибити» за роль Генрі Полсона       |                                                                          |
| 2012 | 69-та  | • Білл Наї — «Восьма сторінка» за роль Джонні Воррікера                   |                                                                          |
| 2012 | 69-та  | • Домінік Вест — «Година» за роль Гектора Меддена                         |                                                                          |
| 2013 | 70-та  |                                                                           | • Кевін Костнер — «Хетфілди та Маккої» за роль Девіда Енса Хетфілда      |
| 2013 | 70-та  | • Бенедикт Камбербетч — «Шерлок» за роль Шерлока Холмса                   |                                                                          |
| 2013 | 70-та  | • Вуді Гаррельсон — «Злам» за роль Стів Шмідт                             |                                                                          |
| 2013 | 70-та  | • Тобі Джонс — «Дівчина» за роль Альфреда Гічкока                         |                                                                          |
| 2013 | 70-та  | • Клайв Овен — «Гемінґвей та Ґеллгорн» за роль Ернеста Гемінґвея          |                                                                          |
| 2014 | 71-ша  |                                                                           | • Майкл Дуглас — «За канделябрами» за роль Лібераче                      |
| 2014 | 71-ша  | • Метт Деймон — «За канделябрами» за роль Скотта Торсона                  |                                                                          |
| 2014 | 71-ша  | • Чиветел Еджіофор — «Танцюючи на межі» за роль Луїса Лестера             |                                                                          |
| 2014 | 71-ша  | • Ідріс Ельба — «Лютер» за роль Джона Лютера                              |                                                                          |
| 2014 | 71-ша  | • Аль Пачіно — «Філ Спектор» за роль Філа Спектра                         |                                                                          |
| 2015 | 72-га  |                                                                           | • Біллі Боб Торнтон — «Фарґо» за роль Лорена Мальво                      |
| 2015 | 72-га  | • Мартін Фріман — «Фарґо» за роль Лестера Найгарда                        |                                                                          |
| 2015 | 72-га  | • Вуді Гаррельсон — «Справжній детектив» за роль Мартіна Гарта            |                                                                          |
| 2015 | 72-га  | • Меттью Макконехі — «Справжній детектив» за роль Раста Коула             |                                                                          |
| 2015 | 72-га  | • Марк Руффало — «Звичайне серце» за роль Неда Вікса                      |                                                                          |
| 2016 | 73-тя  |                                                                           | • Оскар Айзек — «Покажіть мені героя» за роль Ніка Васіско               |
| 2016 | 73-тя  | • Ідріс Ельба — «Лютер» за роль Джона Лютера                              |                                                                          |
| 2016 | 73-тя  | • Девід Оєлово — «Соловей» за роль Пітера Сноудена                        |                                                                          |
| 2016 | 73-тя  | • Марк Райленс — «Вовчий зал» за роль Томаса Кромвеля                     |                                                                          |
| 2016 | 73-тя  | • Патрік Вілсон — «Фарґо» за роль Лу Солверсона                           |                                                                          |
| 2017 | 74-та  |                                                                           | • Том Гіддлстон — «Нічний адміністратор» за роль Джонатана Пайна         |
| 2017 | 74-та  | • Різ Ахмед — «Одного разу вночі» за роль Насіра «Наза» Хана              |                                                                          |
| 2017 | 74-та  | • Кортні Б. Венс — «Американська історія злочинів» за роль Джонні Кокрана |                                                                          |
| 2017 | 74-та  | • Браян Кренстон — «До самого кінця» за роль Ліндона Джонсона             |                                                                          |
| 2017 | 74-та  | • Джон Туртурро — «Одного разу вночі» за роль Джона Стоуна                |                                                                          |
| 2018 | 75-та  |                                                                           | • Юен Мак-Грегор — «Фарґо» за ролі Емміта Стассі та Рея Стассі           |
| 2018 | 75-та  | • Роберт де Ніро — «Маестро брехні» за роль Бернарда Мейдоффа             |                                                                          |
| 2018 | 75-та  | • Джуд Лоу — «Молодий Папа» за роль папи Пія XIII (Ленні Белардо)         |                                                                          |
| 2018 | 75-та  | • Кайл Маклаклен — «Твін Пікс» за роль Дейла Купера / Дагі Джонса         |                                                                          |
| 2018 | 75-та  | • Джеффрі Раш — «Геній» за роль Альберта Ейнштейна                        |                                                                          |
| 2019 | 76-та  |                                                                           | • Даррен Крісс — «Американська історія злочинів» за роль Ендрю Кьюненена |
| 2019 | 76-та  | • Антоніо Бандерас — «Геній: Пікассо» за роль Пабло Пікассо               |                                                                          |
| 2019 | 76-та  | • Г'ю Грант — «Дуже англійський скандал» за роль Джеремі Торпа            |                                                                          |
| 2019 | 76-та  | • Даніель Брюль — «Алієніст» за роль доктора Ласло Крайцлера              |                                                                          |
| 2019 | 76-та  | • Бенедикт Камбербетч — «Патрік Мелроуз» за роль Патрика Мелроуза         |                                                                          |

## 2020—2029
| Рік  | Премія | Світлини переможців                                                                  | Переможці та номінанти                                                    |
| ---- | ------ | ------------------------------------------------------------------------------------ | ------------------------------------------------------------------------- |
| 2020 | 77-ма  |                                                                                      | • Рассел Кроу — «Найгучніший голос» за роль Роджера Ейлеса                |
| 2020 | 77-ма  | • Крістофер Ебботт — «Пастка-22» за роль Джона Йосаріана                             |                                                                           |
| 2020 | 77-ма  | • Саша Барон Коен — «Шпигун» за роль Ела Коена                                       |                                                                           |
| 2020 | 77-ма  | • Джаред Гарріс — «Чорнобиль» за роль Валерія Легасова                               |                                                                           |
| 2020 | 77-ма  | • Сем Роквелл — «Фосс/Вердон» за роль Боба Фосса                                     |                                                                           |
| 2021 | 78-ма  |                                                                                      | • Марк Раффало — «Я знаю, що це правда» за ролі Домініка та Томаса Бердсі |
| 2021 | 78-ма  | • Браян Кренстон — «Ваша честь» за роль Майкла Дезіато                               |                                                                           |
| 2021 | 78-ма  | • Джефф Деніелс — «Правило Комі» за роль Джеймса Комі                                |                                                                           |
| 2021 | 78-ма  | • Г'ю Ґрант — «Знищення» за роль Джонатана Фрейзера                                  |                                                                           |
| 2021 | 78-ма  | • Ітан Гоук — «Птах доброго Господа» за роль Джона Брауна                            |                                                                           |
| 2022 | 79-та  |                                                                                      | • Майкл Кітон — «Ломка» за ролі Семюеля Фіннікса                          |
| 2022 | 79-та  | • Пол Беттані — «ВандаВіжен» за роль Віжена                                          |                                                                           |
| 2022 | 79-та  | • Оскар Айзек — «Сцени з подружнього життя» за роль Джонатана Леві                   |                                                                           |
| 2022 | 79-та  | • Юен Мак-Грегор — «Голстон» за роль Голстона                                        |                                                                           |
| 2022 | 79-та  | • Тахар Рахім — «Змій» за роль Чарльза Собраджа                                      |                                                                           |
| 2023 | 80-та  |                                                                                      | • Еван Пітерс — «Історія Джеффрі Дамера» за роль Джеффрі Дамера           |
| 2023 | 80-та  | • Тарон Еджертон — «Чорний птах» за роль Джеймса Кіна                                |                                                                           |
| 2023 | 80-та  | • Колін Ферт — «Сходи» за роль Майкла Петерсона                                      |                                                                           |
| 2023 | 80-та  | • Ендрю Гарфілд — «Під прапором небес» за роль детектива Джеба Пайра                 |                                                                           |
| 2023 | 80-та  | • Себастіан Стен — «Пем і Томмі» за роль Томмі Лі                                    |                                                                           |
| 2024 | 81-ша  |                                                                                      | • Стівен Йон — «Сварка» за роль Денні Чо                                  |
| 2024 | 81-ша  | • Меттью Бомер — «Подорожні» за роль Гоукінса «Яструба» Фуллера                      |                                                                           |
| 2024 | 81-ша  | • Сем Клафлін — «Дейзі Джонс і The Sіx» за роль Біллі Данн                           |                                                                           |
| 2024 | 81-ша  | • Джон Гемм — «Фарґо» за роль Роя Тілмана                                            |                                                                           |
| 2024 | 81-ша  | • Вуді Харрельсон — «Сантехніки Білого дому» за роль Говарда Ханта                   |                                                                           |
| 2024 | 81-ша  | • Девід Оєлово — «Законники: Басс Рівз» за роль Басса Рівза                          |                                                                           |
| 2025 | 82-га  |                                                                                      | • Колін Фаррелл — «Пінгвін» за роль Пінгвіна                              |
| 2025 | 82-га  | • Річард Гадд — «Оленя» за роль Донні Данна                                          |                                                                           |
| 2025 | 82-га  | • Кевін Клайн — «Дисклеймер» за роль Стівена Брігстока                               |                                                                           |
| 2025 | 82-га  | • Купер Кох — «Чудовиська: Історія Лайла й Еріка Менендесів» за роль Еріка Менендеса |                                                                           |
| 2025 | 82-га  | • Юен Мак-Грегор — «Джентльмен у Москві» за роль Олександра Ростова                  |                                                                           |
| 2025 | 82-га  | • Ендрю Скотт — «Ріплі» за роль Тома Ріплі                                           |                                                                           |